# Mathieu Delarive
 (juin 2009).
Si vous disposez d'ouvrages ou d'articles de référence ou si vous connaissez des sites web de qualité traitant du thème abordé ici, merci de compléter l'article en donnant les références utiles à sa vérifiabilité et en les liant à la section « Notes et références ».
Pour les articles homonymes, voir Delarive.
Mathieu Delarive est un acteur et scénariste français, né le 5 février 1975 à Paris.

## Biographie

### Jeunesse et études
Né d’une mère française (réalisatrice) et d’un père américain, l’acteur Anthony Quinn, Mathieu Delarive se forme à l'art dramatique au cours Florent.

### Carrière
Mathieu Delarive a joué dans de nombreuses séries télévisées, il a d'ailleurs débuté dans l'une d'elles Terre indigo (avec Francis Huster). De 2007 à 2010, il a interprété le rôle de Yann Berthier, un capitaine de la BAC homosexuel dans Les Bleus, premiers pas dans la police. Dans une autre série, Cellule Identité (2007), il tient l'un des rôles majeurs.
Depuis 2012, il est également scénariste. Il a notamment écrit pour Nos chers voisins et Camping Paradis.

### Vie privée
Mathieu Delarive est en couple avec Alexandra, une restauratrice du 18e arrondissement de Paris « Marcel ». Ensemble, ils ont trois enfants : Salomé, Simon et Ruben[réf. nécessaire].

## Filmographie

### Cinéma

#### Longs métrages
- 2003 : Le Pharmacien de garde de Jean Veber : Patrick
- 2004 : Double Zéro de Gérard Pirès : le plagiste
- 2005 : Les Chevaliers du ciel de Gérard Pirès : One eye
- 2006 : Incontrôlable de Raffy Shart : la doublure voix plateau
- 2010 : Le Siffleur de Philippe Lefebvre : le maître nageur
- 2010 : Comme les cinq doigts de la main d'Alexandre Arcady : Michael Hayoun
- 2013 : Fonzy d'Isabelle Doval : l'automobiliste
- 2016 : Picnic in Gaza de Philippe Vartan Khazarian : Dan Morere

#### Courts métrages
- 1998 : Pain au chocolat de Didier Blasco : Alexandre
- 1999 : Mon plus beau mariage de Guillaume Husson : le marié
- 2005 : Convivium de Michaël Nakache : le présentateur du JT
- 2011 : Vanilla Poison de Rémy Silk Binisti : le policier
- 2013 : Le Retour de Daniel Torrisi : David Accorsi
- 2015 : Kudelski de Mike Figgis : la terroriste
- 2018 : In the Air de Cyril Morin : Charles

### Télévision

#### Téléfilms
- 1997 : Parfum de famille de Serge Moati : Antonin
- 1997 : Le Secret de Bastien de Serge Moati
- 1997 : Sapho de Serge Moati : Joachim Baille
- 1997 : Le Grand Batre de Laurent Carcélès : José Luis Monteja
- 1997 : Les Petites bonnes de Serge Korber
- 1997 : Mireille et Vincent de Jean-Louis Lorenzi : Vincent/Dass
- 1997 : Le Président et la garde barrière de Jean-Dominique de La Rochefoucauld : Antoine
- 1998 : Marceeel !!! d'Agnès Delarive
- 2000 : Scénarios sur la drogue (collection), segment Hier, tu m'as dit demain de Vincent Perez : Éric
- 2004 : Vous êtes de la région? de Lionel Epp : présentateur
- 2005 : L'Ordre du temple solaire d'Arnaud Sélignac : Luc Jouret
- 2005 : Mademoiselle Navarro de Jean Sagols :  Pascal Bonenfant
- 2006 : Sartre, l'âge des passions de Claude Goretta : Jean-Jacques Servan-Schreiber
- 2006 : La Chasse à l'homme (Mesrine) d'Arnaud Sélignac : Farruggia
- 2007 : Divine Émilie d'Arnaud Sélignac : Comte de Guébriant
- 2009 : Cet été-là d'Élisabeth Rappeneau : Franck Blonty
- 2011 : Dans la peau d'une grande de Pascal Lahmani : Mathieu
- 2011 : I love Périgord de Charles Nemes : Lionel
- 2012 : Lili David de Christophe Barraud : Marc
- 2017 : Le Prix de la vérité d'Emmanuel Rigaut : Capitaine Paul Danceny
- 2019 : Le Prix de la loyauté de Grégory Écale : Capitaine Paul Danceny
- 2021 : Le Prix de la trahison de François Guérin : Commandant Paul Danceny
- 2023 : Mort sur la piste de Philippe Dajoux : Tristan Poncelet

#### Séries télévisées
- 1996 : Terre indigo de Jean Sagols (mini-série) : Antoine
- 1996 : La Vie de famille (saison 8, épisodes 1, 2 et 3) : André
- 1998 : La Clef des champs (mini-série) (saison 1, épisodes 1 et 2) : Paul Bosc
- 1999 : La Kiné (saison 1, épisode 4 La Clinique blanche) : Jérôme Massard
- 1999 : H (saison 1, épisode 16) : Steve (le rencard de Béa)
- 1999 : H (saison 2, épisode 11) : Julien
- 2001 : Louis Page (saison 1, épisode 4) : Christophe de Mainière
- 2002 : Alice Nevers, le juge est une femme (saison 2, épisode 13) : le barman
- 2002-2003 : Caméra café (2 épisodes) : Jean-Jacques
- 2003 : Un été de canicule de Sébastien Grall (mini-série) : Vincent Soubeyrand
- 2003 : Laverie de famille
- 2004 : Fabien Cosma (saison 2, épisode 3) : Luc
- 2004 : Une femme d'honneur (saison 1, épisode 27) : Didier
- 2005 : Le Dernier Seigneur des Balkans (mini-série) : Rasit
- 2005 : Louis Page (saison 1, épisode 15) : Yves
- 2005 : Commissariat Bastille (saison 1, épisode 3 Feux croisés) : Delmas
- 2006 : Les Secrets du volcan de Michaëla Watteaux (mini-série) : Richard
- 2006 : Le Juge est une femme (saison 12, épisode 2 A coeur perdu) : le barman
- 2006 : Commissaire Moulin (saison 8, épisode 2) : François, le radiologue
- 2006 : Alice & Charlie (saison 1, épisode 2) : Vincent
- 2007-2010 : Les Bleus, premiers pas dans la police : Yann Berthier
- 2008 : Cellule Identité : Clément Valois
- 2008 : Ligne de feu (saison 1) : Iker Larramendy
- 2008 : Petits déballages entre amis (saison 2) : Nicolas
- 2013 : La Croisière de Pascal Lahmani () : Nicolas Guilhem
- 2013 : Vive la colo ! (saison 2) : Stéphane, le pédiatre
- 2014 : La Smala s'en mêle (saison 2, épisode 4 Tout va bien se passer) : le psy
- 2015 : Presque parfaites (épisode 4 Le Petit monstre) : Vincent
- 2015 : Section de recherches (saison 9, épisode 7 Chasse au trésor) : Fabien Deville
- 2015-2016 : Famille d'accueil (saison 8, 4 épisodes / saison 9, 2 épisodes) : Richard Lesparre
- 2016 : Fais pas ci, fais pas ça (saison 8 épisode 4 La Chenille et le papillon) : le 2e gynécologue de Corinne
- 2016 : Nina (saison 2, épisode 7) : Bruno
- 2016 : Emma (saison 1, épisodes 1 et 2) : Marc Radckin
- 2017 : Fluss des Lebens (saison 1, épisode 4 Geliebte Loire) : Pierre
- 2017 : Commissaire Magellan (saison 8, épisode 2 Première ballerine) : Zacharie Charley
- 2017 : Camping Paradis (saison 9, épisode 3 Une nouvelle vie) : Jérôme
- 2018 : Beck is Back ! (saison 1, épisodes 6 à 8) : Juan
- 2019 : Weingut Wader (saison 1, épisodes 3 et 4) : Christian
- 2019 : Quartier des banques (saison 2, épisodes 1 et 6) : Samuel Mourrier
- 2021 : Astrid et Raphaëlle (saison 2, épisode 6 Golem) : Joachim Kaplan
- 2025 : Joseph (épisode 4 Jusqu'à ce que la mort nous sépare)
- 2025 : Le Négociateur (saison 2, épisode 4 Le Vrai du faux) : Emmanuel Bradebant

### Réalisateur
- 2009 : Ticket Gagnant

## Doublage
- Lukas Haas[3],[4] dans :
  - The Revenant (2015) : Jones
  - Les Veuves (2018) : David
- 2024 : Kraven the Hunter : Serguei Kravinoff / Kraven le chasseur (Aaron Taylor-Johnson)

## Théâtre
- 2013 : Divina de Jean Robert-Charrier, mise en scène Nicolas Briançon, Théâtre des Variétés : Baptiste